# Bitwa pod Sempach

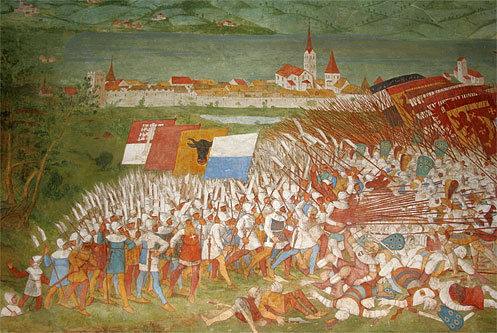
Fresk przedstawiający bitwę

Bitwa pod Sempach – starcie zbrojne, które miało miejsce 9 lipca 1386 w Szwajcarii, w kantonie Lucerna, w pobliżu wsi Sempach. Bitwa uchodzi w historii Szwajcarii jako punkt zwrotny w konflikcie pomiędzy aspirującą do rządzenia tym państwem dynastią Habsburgów a dążącymi do niepodległości Szwajcarami. Podczas bitwy bohaterstwem wsławił się Arnold von Winkelried, który rzucił się na włócznie wroga, aby utorować drogę Szwajcarom.
Wzmocnienie pozycji Związku Miast Szwajcarii wobec Habsburgów pozwoliło na przejście do akcji zaczepnych i nawiązanie kontaktów z opozycyjnymi wobec feudałów miastami szwabskimi. W takich okolicznościach wybuchła nowa wojna. Na czele wojsk habsburskich stanął książę austriacki Leopold III Habsburg, który zebrał liczne wojsko najemne wspomagane przez oddziały książąt południowoniemieckich.
Armia habsburska wkroczyła od strony Argowii i podeszła do miejscowości Sempach, położonej nad jeziorem o tej samej nazwie. Związkowcy przeciwstawili mu mniejsze, około dwutysięczne wojsko składające się z kontyngentów miejskich i chłopskich.
9 lipca 1386 doszło do bitwy na równinie powyżej miasteczka Sempach. Szwajcarzy sformowali szpiczasty szyk, o który rozbiły się kilkakrotne ataki Leopolda. W drugiej fazie bitwy, kiedy rycerze niemieccy walczący w ciężkich zbrojach zmęczyli się, szala zwycięstwa przechyliła się na stronę Szwajcarów. Klęska Austriaków była całkowita. Poległo około 700 rycerzy z księciem Leopoldem, reszta uciekła z pola bitwy. Szwajcarzy stracili 200 ludzi.

## Wprowadzenie
Pod koniec XIII wieku stare kantony Uri, Schwyz i Unterwalden związały się sojuszem skierowanym przeciwko Habsburgom. Traktat podpisano dnia 1 sierpnia 1291.
W tym czasie Habsburgowie zajęci byli sprawami wewnętrznymi, a zwłaszcza zdobyciem Przełęczy Gottharda. Od czasu do czasu starali się jednak dokonywać nowych najazdów na sąsiadów. W roku 1315 Leopold I pomaszerował przeciwko Szwajcarom, którzy rozbili jego armię w bitwie pod Morgarten.
W roku 1332 do związku miast kantonów leśnych przyłączyła się Lucerna, która prawnie należała do Habsburgów. Od 1380 władze Lucerny rozpoczęły politykę poszerzania swojego terytorium. Zdobyto między innymi habsburskie miasta Rothenburg i Wolhusen, a także Entlebuch, wypędzając miejscowych namiestników.

## Bitwa
Leopold III przystąpił do tworzenia silnej armii opartej na wojskach ze Szwabii. Tymczasem do Szwajcarów dołączały się kolejne miasta: Zurich (1351), Glarus (1352) oraz Berno (1353). Jednakże Berneńczycy, którzy wcześniej pomogli sojusznikom w wojnie laupeńskiej, tym razem wycofali swoją pomoc.
Większość wojsk Leopolda III stanowili najemnicy werbowani za wielkie kwoty pieniędzy. Po koncentracji wojsk w miejscowości Brugg Leopold pomaszerował na czele znacznej ilości jazdy rycerskiej oraz knechtów w kierunku Lucerny. Siły te szybko zostały wykryte przez zwiadowców szwajcarskich. Szwajcarzy spodziewali się ataku na Zurich, gdzie zebrali znaczne siły wojska. Gdy zorientowali się w pomyłce, skierowali w pośpiechu swoje siły w kierunku Lucerny.
W okolicy Sempach w pobliżu miasta Sursee Leopold zdecydował się rozbić obóz. O świcie 9 lipca oddziały pod dowództwem Johanna von Ochsensteina udały się w kierunku Sempach, gdzie we wczesnych godzinach rannych natknęły się na straż przednią Szwajcarów.
Książę nakazał rycerstwu zająć stanowiska na pobliskim wzniesieniu, ustawił też piechotę uzbrojoną w długie lance w szyku przypominającym jeża. Rycerze skryci byli za czterema rzędami piechurów, którzy tworzyli najeżoną lancami osłonę. Siły Szwajcarów natomiast składały się z piechoty uzbrojonej w halabardy, ogólnie jednak uzbrojenie żołnierzy było niedostateczne.
Po odmówieniu modlitwy Szwajcarzy sformowali szyk w kształcie klina, uderzając na przeciwnika. W pierwszym ataku stracili około 60 ludzi z Lucerny, wśród nich przywódcę Petermana von Gundoldingen. Według legendy swoje życie miał poświęcić żołnierz z Unterwalden Arnold von Winkelried, który rzucił się na lance przeciwnika, umożliwiając Szwajcarom wdarcie się w szeregi obronne Austriaków. Halabardy Szwajcarów zebrały krwawe żniwo wśród rycerstwa Habsburgów.
Wielu Austriaków przyodzianych w ciężkie zbroje w wyniku wysokiej temperatury udusiło się podczas bitwy. Zbroje uniemożliwiały im też zwinność w trakcie walki. W ręce Szwajcarów wpadały kolejne sztandary. Sam książę pospieszył na ratunek własnej chorągwi. W trakcie zażartej walki spadł z konia, a jego ciężka zbroja uniemożliwiła mu walkę. Jeden ze Szwajcarów, który jak się ogólnie przyjmuje nie znał księcia, zabił go z wielkim trudem.
Książę Leopold pochowany został w klasztorze Koenigsfelden bei Brugg, w miejscu pochówku swojego wielkiego poprzednika Albrechta I Habsburga w roku 1308. Po zwycięstwie Szwajcarzy spędzili jeszcze 3 dni na polu bitwy.
Dokładny przebieg bitwy nie jest udokumentowany. Dopiero w wieku XVIII powstało kilka opisów bitwy. Bitwa sama w sobie należy do jednej z najgorzej udokumentowanych bitew średniowiecznych. Z tego też powodu pojawiają się liczne argumenty, że Austriacy ponieśli porażkę z winy ciężkiego uzbrojenia.
W dzisiejszych czasach znaleźć można liczne miejsca upamiętniające bitwę. W miejscu bitwy znajduje się kaplica, w której obejrzeć można herby zabitych rycerzy, a także sporych rozmiarów malowidło przedstawiające śmierć Winkelrieda i księcia Leopolda III. W pobliżu kaplicy znajduje się budynek, w którym rzekomo schowano kości wszystkich poległych. Obok też stoi kamienny krzyż, postawiony w miejscu śmierci Petermana von Gundoldingen. Corocznie w ostatnią sobotę czerwca odbywa się tu festyn upamiętniający bitwę.